# Коливальна система
Колива́льна систе́ма — фізична система, в якій внаслідок порушення стану рівноваги виникають власні коливання. Коливальні системи — це різні за природою об'єкти, в яких реалізуються коливальні процеси. Коливальні системи називають лінійними, якщо параметри цих систем (маса, жорсткість, ємність тощо) не залежать від положень і швидкостей їхніх елементів, і нелінійними — в іншому випадку.

## Класифікація коливальних систем
- За збереження повної енергії системи:

Консервативні коливальні системи
Дисипативні коливальні системи
- За типом коливальні системи:

Механічні коливальні системи
Електричні коливальні системи
Акустичні коливальні системи
Оптичні коливальні системи